# 医薬部外品
医薬部外品（いやくぶがいひん、quasi drug）とは、日本の医薬品、医療機器等の品質、有効性及び安全性の確保等に関する法律（薬機法）に定められた、医薬品と化粧品の中間的な分類で、人体に対する作用の緩やかなもので機械器具でないものである。
予防効果をうたったり、医薬品よりは緩和だが人体に何らかの改善効果をもたらすものがこれに含まれる。人体に直接用いられるものだけでなく、たとえばスプレー式殺虫剤のように噴霧したり、ホウ酸団子のように適当な場所に設置したりして使用するものも含まれる。
いわゆる薬用化粧品（やくようけしょうひん）は、薬用効果（予防等の効果）をもつと謳われる化粧品類似の製品で、日本の薬機法においては化粧品ではなく医薬部外品にあたる。（化粧品は人体にいかなる改善効果ももたらしてはならないと決められている。）

## 分類
薬機法第2条第2項での定義は次のとおりである。但し、下記のものであっても、人又は動物の疾病の診断、治療又は予防に使用されることや、人又は動物の身体の構造又は機能に影響を及ぼすことも、併せて目的としているものは除く（医薬品に該当する）。 しかし、この点について、薬事法（現・薬機法）改正により厚生労働大臣の指定があれば医薬部外品に該当することとなり、2009年（平成21年）6月1日施行される。
医薬品、医療機器等の品質、有効性及び安全性の確保等に関する法律第2条第2項本文
次に掲げることが目的とされており、かつ、人体に対する作用が緩和な物であって機械器具等でないもの。
1. 吐きけその他の不快感又は口臭若しくは体臭の防止
2. あせも、ただれ等の防止
3. 脱毛の防止、育毛又は除毛
4. 人又は動物の保健のためにするねずみ、はえ、蚊、のみ等の駆除又は防止

### 指定医薬部外品
2009年（平成21年）6月1日施行の薬事法（現・薬機法）改正に伴い、厚生労働大臣が指定する医薬部外品。及び規制緩和以降、医薬品から医薬部外品となったものを指す。新指定医薬部外品や新範囲医薬部外品を総称して呼ぶ。
新指定医薬部外品
以下のものなど、1に準ずる物で厚生労働大臣が指定するものである。指定は、平成11年3月12日医薬発第280号の厚生労働省医薬安全局長通知により行われる。
- のど清涼剤
- 健胃清涼剤
- ビタミン剤、カルシウム剤
- ビタミン含有保健剤

新範囲医薬部外品
1に準ずる物で厚生労働大臣が指定するものである。2004年（平成16年）の規制緩和措置により、371の商品群が、医薬品から医薬部外品へ移行された。例として、いびき防止薬、カルシウム含有保健薬、うがい薬、健胃薬、口腔咽頭薬、コンタクトレンズ装着薬、殺菌消毒薬、しもやけ用薬、瀉下薬、消化薬、生薬含有保健薬、整腸薬、鼻づまり改善薬（外用剤のみ）、ビタミン含有保健薬（一部を除く）がある。平成16年7月16日薬食発第0716006号の通知によるものである。

### 防除用医薬部外品
2009年（平成21年）6月1日施行の薬事法改正に伴い、4に準ずるもので厚生労働大臣が指定するものである。殺虫剤や殺鼠剤・忌避剤（虫除け剤）がこれに該当する。

### 医薬部外品
2009年（平成21年）6月1日施行の薬事法（現・薬機法）改正に伴い、1～3に準ずるもので厚生労働大臣が指定するもので従来からの医薬部外品である。人体に直接用いられるもので、歯周病・虫歯予防の歯磨、口中清涼剤、制汗剤、薬用化粧品、ヘアカラー、生理用ナプキンなどがこれに該当する。

## 許可
医薬部外品を製造販売する事業者は、医薬部外品製造販売業許可を取得しなければならない。製造販売業許可を取得するためには、GQP省令やGVP省令に適合するなどの許可要件を満たす必要がある。
医薬部外品を製造する日本国内の製造所は、医薬部外品製造業許可を取得しなければならない。製造業許可を取得するためには、薬局等構造設備規則に適合している必要がある。日本国外の製造所の場合には、外国製造業者認定を取得している必要がある。
出荷前の製品を保管するだけの場所や、製品にラベルを貼ったり包装したりする場所についても、包装・表示・保管は製造の一部であるため、製造業許可が必要である。
小売販売には、一般用医薬品と異なり、販売許可制度は定められていない。したがって、スーパーマーケットやコンビニエンスストア、鉄道駅売店、ディスカウントストアやホームセンターの様に、薬局・薬店・ドラッグストア以外の小売店でも販売できる。中には、武田薬品工業のように1954年から販路を確保している米穀店で医薬部外品を取り扱っている例もある。

## 承認
製造販売される医薬部外品は、一部を除いて、薬機法第14条により、製造販売承認を取得しなければならない。一部の医薬部外品については、承認基準が定められている。

## 主な商品
- いわゆる薬用化粧品（薬用石鹸、薬用歯磨きなどを含む）
- 入浴剤の多く
- 防除用医薬部外品（殺虫剤など）
- 指定医薬部外品（ドリンク剤、うがい薬、一部胃腸薬など）